# كلاسكوتيرون
كلاسكوتيرون (Clascoterone)، الذي يُباع تحت الاسم التجاري وينليفي (Winlevi)، هو دواء يستخدم لعلاج حب الشباب لدى الأشخاص الذين لا يقل عمرهم عن 12 عامًا. وهو كريم يدهن على الجلد.
تشمل الآثار الجانبية الشائعة للكريم على؛ الاحمرار و الحكة و جفاف الجلد و التورم الموضعي. قد تشمل الآثار الجانبية الأخرى أيضا على ارتفاع البوتاسيوم. أما السلامة أثناء فترة الحمل فهي غير واضحة. وهو مثبط لمستقبلات الاندروجين. ويترتب عن ذلك حدًا أدنى من الامتصاص في الدورة الدموية عند تطبيقه على الجلد. 
تمت الموافقة عليه للاستخدام الطبي في الولايات المتحدة في عام 2020. ولم تتم الموافقة عليه في المملكة المتحدة أو أوروبا اعتبارًا من عام 2022. في الولايات المتحدة، تبلغ تكلفة أنبوب 60 جرامًا حوالي 480 دولارًا أمريكيًا اعتبارًا من عام 2022. 